# Риверс, Док
Гленн Э́нтон «Док» Ри́верс (англ. Glenn Anton "Doc" Rivers; родился 13 октября 1961 в Чикаго, штат Иллинойс) — американский профессиональный баскетболист, выступавший за 4 разные команды НБА. Главный тренер команды «Милуоки Бакс». Окончил школу Провизо-Ист в Мэйвуде (штат Иллинойс). Выступал на позиции атакующего и разыгрывающего защитника под номером 25. Был выбран во втором раунде под общим 31-м номером на драфте НБА 1983 года командой «Атланта Хокс».
Прозвище «Док» Риверсу дал Рик Маджерус, тренер баскетбольной команды университета Маркетта, после того, как Риверс пришёл на тренировку в футболке с именем Джулиуса Ирвинга, известного как «Доктор Джей».

## Карьера в НБА
Риверс выступал за команду университета Маркетта. 1982 году в составе сборной США завоевал серебряные медали на чемпионате мира по баскетболу в Колумбии, стал самым ценным игроком турнира. После окончания университета Глен выставил свою кандидатуру на драфт НБА 1983 года и был выбран во втором раунде под 31-м номером клубом «Атланта Хокс». Глен в первом же сезоне стал игроком стартового состава команды. Он провел семь сезонов в Атланте, ассистируя звезде команды Доминику Уилкинсу. В сезоне 1986-87 он сделал дабл-дабл, набирая 12.4 очков и делая 10.0 передач в среднем за игру. Затем Риверс провёл сезон в «Лос-Анджелес Клипперс» (1991—1992), два сезона в «Нью-Йорк Никс» (1992—1994) и закончил карьеру профессионального баскетболиста в «Сан-Антонио Спёрс» (1994—1996).

## Карьера тренера в НБА

### Орландо Мэджик (1999—2003)
Риверс начал свою тренерскую карьеру в «Орландо Мэджик» в сезоне 1999/2000 и провёл в команде четыре сезона. Он был признан тренером года в НБА в своём дебютном сезоне за то, что поднял слабейшую команду ассоциации по итогам предыдущего сезона на девятое место в Восточной конференции, хоть она и не попала в плей-офф. Летом 2000 года, когда «Мэджик» проводили межсезонье, Риверс попытался собрать «большое трио» в НБА. «Мэджик» обхаживали свободного агента Тима Данкана, который был близок к тому, чтобы подписать контракт с «Мэджик» и объединиться со звездами Грантом Хиллом и Трейси Макгрэди. Однако Данкан переподписал контракт с «Сан-Антонио Сперс» из-за жесткой политики Риверса, запретившего членам семьи путешествовать в самолете команды.
В следующие три года Риверса в качестве главного тренера «Мэджик» попадали в плей-офф, но в 2003 году он был уволен из-за плохих результатов команды на старте сезона.

### Бостон Селтикс (2004—2013)
После года работы на телевидении в качестве комментатора в программе NBA on ABC (вместе с Элом Майклсом он комментировал финальную серию 2004 года), в 2004 году Риверс стал главным тренером «Бостон Селтикс». В первые годы работы в «Селтикс» он подвергался критике со стороны многих СМИ за свой тренерский стиль, наиболее яростно - со стороны Билла Симмонса, который в 2006 году в своих колонках публично призывал уволить Риверса.
После победы «Селтикс» со счётом 109:93 над «Нью-Йорк Никс» 21 января 2008 года Риверс, как тренер команды с лучшей разницей побед и поражений в Восточной конференции НБА, удостоился чести возглавить команду Востока в Матче всех звёзд НБА 2008 года, прошедшем в Новом Орлеане.
17 июня 2008 год Док Риверс выиграл свой первый титул чемпиона НБА в качестве главного тренера. Для победы «Селтикс» потребовалось рекордное для НБА количество игр в плей-офф — 26. Ранее Риверс выступал за команду, которой принадлежал предыдущий рекорд по количеству игр, сыгранных в одном плей-офф, когда «Нью-Йорк Никс» сыграли в 25 играх плей-офф в 1994 году.
Риверс довел «Селтикс» до финала НБА 2010 года, где они вновь встретились с «Лос-Анджелес Лейкерс», но на этот раз проиграли серию в семи матчах.
Раздумывая над тем, остаться ли ему на работе или вернуться в Орландо, чтобы проводить больше времени с семьей, Риверс решил, что выполнит условия последнего года своего контракта и вернется в сезоне 2010/11. 
13 мая 2011 года, после нескольких месяцев слухов о его уходе, ESPN сообщил, что «Селтикс» и Риверс договорились о продлении контракта на 5 лет на сумму 35 млн. долларов.
6 февраля 2013 года Риверс одержал свою 400-ю победу в составе «Селтикс», победив «Торонто Рэпторс» со счетом 99-95.

### Лос-Анджелес Клипперс (2013—2020)
23 июня 2013 года, «Бостон Селтикс» и «Лос-Анджелес Клипперс» достигли предварительной договоренности по обмену. 25 июня 2013 года, лига утвердила обмен. В результате которого, Риверс возглавил «Лос-Анджелес Клипперс», с самой высокой зарплатой в лиге среди тренеров, в размере 21 млн долларов США на следующие три года или по семь млн за сезон. «Бостон» же получил в результате обмена пик в первом раунде драфта 2015 года от «Клипперс».

### Филадельфия Севенти Сиксерс (2020—2023)
3 октября 2020 года «Филадельфия Севенти Сиксерс» объявила о том, что Риверс станет новым  главным тренером команды. 16 мая 2023 года клуб уволил Риверса после поражения в седьмом матче серии второго раунда плей-офф против «Бостон Селтикс».

### Милуоки Бакс (2024—настоящее время)
Начиная с декабря 2023 года, Риверс по просьбе команды начал выступать в качестве неофициального консультанта главного тренера «Милуоки Бакс» Эдриана Гриффина. 26 января 2024 года, уволив Гриффина после 43 игр, «Бакс» объявили, что Риверс стал новым главным тренером клуба. Первая игра Риверса в качестве главного тренера «Бакс» состоялась 29 января 2024 года против «Денвер Наггетс».

## Личная жизнь
Риверс — племянник бывшего игрока НБА Джима Брюэра. Живёт в Орландо, штат Флорида. У Дока Риверса и его жены Кристен четверо детей. Старший сын, Джеремайя, играл за баскетбольную команду Джорджтаунского университета, затем перевёлся в Индианский университет в Блумингтоне. Выставлял свою кандидатуру на Драфте НБА 2011 года, но не был выбран. Выступает на позиции разыгрывающего защитника. Дочь, Келли, играла за волейбольную команду Флоридского университета. Младший сын, Остин, в 2011 году был признан лучшим баскетболистом США среди школьников по версии USA Today. В течение года выступал за баскетбольную команду университета Дьюка. Остин выставил свою кандидатуру на Драфт НБА 2012 года и был выбран под 10-м номером командой «Нью-Орлеан Хорнетс» (текущее название «Нью-Орлеан Пеликанс»).

## Статистика
| Команда          | Сезон            | G    | W    | L   | W–L% | Итог                        | PG  | PW  | PL  | Результат                          |
| ---------------- | ---------------- | ---- | ---- | --- | ---- | --------------------------- | --- | --- | --- | ---------------------------------- |
| Орландо          | 1999/00          | 82   | 41   | 41  | .500 | 4 в Атлантическом дивизионе | —   | —   | —   | В Плей-офф не попали               |
| Орландо          | 2000/01          | 82   | 43   | 39  | .524 | 4 в Атлантическом дивизионе | 4   | 1   | 3   | Проиграли в 1 раунде               |
| Орландо          | 2001/02          | 82   | 44   | 38  | .537 | 3 в Атлантическом дивизионе | 4   | 1   | 3   | Проиграли в 1 раунде               |
| Орландо          | 2002/03          | 82   | 42   | 40  | .512 | 4 в Атлантическом дивизионе | 7   | 3   | 4   | Проиграли в 1 раунде               |
| Орландо          | 2003/04          | 11   | 1    | 10  | .091 | (уволен)                    | —   | —   | —   | —                                  |
| Бостон           | 2004/05          | 82   | 45   | 37  | .549 | 1 в Атлантическом дивизионе | 7   | 3   | 4   | Проиграли в 1 раунде               |
| Бостон           | 2005/06          | 82   | 33   | 49  | .402 | 3 в Атлантическом дивизионе | —   | —   | —   | В Плей-офф не попали               |
| Бостон           | 2006/07          | 82   | 24   | 58  | .293 | 5 в Атлантическом дивизионе | —   | —   | —   | В Плей-офф не попали               |
| Бостон           | 2007/08          | 82   | 66   | 16  | .805 | 1 в Атлантическом дивизионе | 26  | 16  | 10  | Чемпион НБА                        |
| Бостон           | 2008/09          | 55   | 44   | 11  | .800 | 1 в Атлантическом дивизионе | —   | —   | —   | Проиграли в финале конференции     |
| Бостон           | 2009/10          | 82   | 50   | 32  | .610 | 1 в Атлантическом дивизионе | —   | —   | —   | Проиграли в финале                 |
| Бостон           | 2010/11          | 82   | 56   | 26  | .683 | 1 в Атлантическом дивизионе | —   | —   | —   | Проиграли в полуфинале конференции |
| Бостон           | 2011/12          | 66   | 39   | 27  | .591 | 1 в Атлантическом дивизионе | 20  | 11  | 9   | Проиграли в финале конференции     |
| Бостон           | 2012/13          | 81   | 41   | 40  | .506 | 3 в Атлантическом дивизионе | 6   | 2   | 4   | Проиграли в 1 раунде               |
| Клипперс         | 2013/14          | 82   | 57   | 25  | .695 | 1 в Тихоокеанском дивизионе | 13  | 6   | 7   | Проиграли в полуфинале конференции |
| Клипперс         | 2014/15          | 82   | 56   | 26  | .683 | 2 в Тихоокеанском дивизионе | 14  | 7   | 7   | Проиграли в полуфинале конференции |
| Клипперс         | 2015/16          | 82   | 53   | 29  | .646 | 2 в Тихоокеанском дивизионе | 6   | 2   | 4   | Проиграли в 1 раунде               |
| Клипперс         | 2016/17          | 82   | 51   | 31  | .622 | 2 в Тихоокеанском дивизионе | 7   | 3   | 4   | Проиграли в 1 раунде               |
| Клипперс         | 2017/18          | 82   | 42   | 40  | .512 | 2 в Тихоокеанском дивизионе | —   | —   | —   | В Плей-офф не попали               |
| Клипперс         | 2018/19          | 82   | 48   | 34  | .585 | 2 в Тихоокеанском дивизионе | 6   | 2   | 4   | Проиграли в 1 раунде               |
| Клипперс         | 2019/20          | 72   | 49   | 23  | .681 | 2 в Тихоокеанском дивизионе | 13  | 7   | 6   | Проиграли в полуфинале конференции |
| Филадельфия      | 2020/21          | 72   | 49   | 22  | .681 | 1 в Атлантическом дивизионе | 12  | 7   | 5   | Проиграли в полуфинале конференции |
| Филадельфия      | 2021/22          | 82   | 51   | 31  | .622 | 2 в Атлантическом дивизионе | 12  | 6   | 6   | Проиграли в полуфинале конференции |
| Филадельфия      | 2022/23          | 82   | 54   | 28  | .659 | 2 в Атлантическом дивизионе | 11  | 7   | 4   | Проиграли в полуфинале конференции |
| Всего за карьеру | Всего за карьеру | 1860 | 1097 | 763 | .590 |                             | 204 | 104 | 100 |                                    |

### Статистика в НБА
| Сезон                                                                                    | Команда     | Регулярный сезон | Регулярный сезон | Регулярный сезон | Регулярный сезон | Регулярный сезон | Регулярный сезон | Регулярный сезон | Регулярный сезон | Регулярный сезон | Регулярный сезон | Регулярный сезон | Серия плей-офф | Серия плей-офф | Серия плей-офф | Серия плей-офф | Серия плей-офф | Серия плей-офф | Серия плей-офф | Серия плей-офф | Серия плей-офф | Серия плей-офф | Серия плей-офф |
| Сезон                                                                                    | Команда     | GP               | GS               | MPG              | FG%              | 3P%              | FT%              | RPG              | APG              | SPG              | BPG              | PPG              | GP             | GS             | MPG            | FG%            | 3P%            | FT%            | RPG            | APG            | SPG            | BPG            | PPG            |
| ---------------------------------------------------------------------------------------- | ----------- | ---------------- | ---------------- | ---------------- | ---------------- | ---------------- | ---------------- | ---------------- | ---------------- | ---------------- | ---------------- | ---------------- | -------------- | -------------- | -------------- | -------------- | -------------- | -------------- | -------------- | -------------- | -------------- | -------------- | -------------- |
| 1983/84                                                                                  | Атланта     | 81               | 47               | 23,9             | 46,2             | 16,7             | 78,5             | 2,7              | 3,9              | 1,6              | 0,4              | 9,3              | 5              | 0              | 26,0           | 50,0           | 0,0            | 87,8           | 2,0            | 3,2            | 2,4            | 0,8            | 13,6           |
| 1984/85                                                                                  | Атланта     | 69               | 58               | 30,8             | 47,6             | 41,7             | 77,0             | 3,1              | 5,9              | 2,4              | 0,8              | 14,1             | Не участвовал  | Не участвовал  | Не участвовал  | Не участвовал  | Не участвовал  | Не участвовал  | Не участвовал  | Не участвовал  | Не участвовал  | Не участвовал  | Не участвовал  |
| 1985/86                                                                                  | Атланта     | 53               | 50               | 29,6             | 47,4             | 0,0              | 60,8             | 3,1              | 8,4              | 2,2              | 0,2              | 11,5             | 9              | 9              | 29,1           | 43,5           | 50,0           | 73,8           | 4,7            | 8,7            | 2,0            | 0,0            | 12,7           |
| 1986/87                                                                                  | Атланта     | 82               | 82               | 31,6             | 45,1             | 19,0             | 82,8             | 3,6              | 10,0             | 2,1              | 0,4              | 12,8             | 8              | 8              | 30,6           | 38,3           | -              | 50,0           | 3,4            | 11,3           | 1,1            | 0,4            | 7,8            |
| 1987/88                                                                                  | Атланта     | 80               | 80               | 31,3             | 45,3             | 27,3             | 75,8             | 4,6              | 9,3              | 1,8              | 0,5              | 14,2             | 12             | 12             | 34,1           | 51,1           | 31,8           | 90,7           | 4,9            | 9,6            | 2,1            | 0,2            | 15,7           |
| 1988/89                                                                                  | Атланта     | 76               | 76               | 32,4             | 45,5             | 34,7             | 86,1             | 3,8              | 6,9              | 2,4              | 0,5              | 13,6             | 5              | 5              | 38,2           | 38,6           | 31,6           | 70,8           | 4,8            | 6,8            | 1,4            | 0,4            | 13,4           |
| 1989/90                                                                                  | Атланта     | 48               | 44               | 31,8             | 45,4             | 36,4             | 81,2             | 4,2              | 5,5              | 2,4              | 0,5              | 12,5             | Не участвовал  | Не участвовал  | Не участвовал  | Не участвовал  | Не участвовал  | Не участвовал  | Не участвовал  | Не участвовал  | Не участвовал  | Не участвовал  | Не участвовал  |
| 1990/91                                                                                  | Атланта     | 79               | 79               | 32,7             | 43,5             | 33,6             | 84,4             | 3,2              | 4,3              | 1,9              | 0,6              | 15,2             | 5              | 5              | 34,6           | 46,9           | 9,1            | 89,5           | 4,0            | 3,0            | 1,0            | 0,4            | 15,6           |
| 1991/92                                                                                  | Клипперс    | 59               | 25               | 28,1             | 42,4             | 28,3             | 83,2             | 2,5              | 3,9              | 1,9              | 0,3              | 10,9             | 5              | 4              | 37,4           | 44,6           | 50,0           | 81,5           | 3,8            | 4,2            | 1,2            | 0,0            | 15,2           |
| 1992/93                                                                                  | Нью-Йорк    | 77               | 45               | 24,5             | 43,7             | 31,7             | 82,1             | 2,5              | 5,3              | 1,6              | 0,1              | 7,8              | 15             | 15             | 30,5           | 45,3           | 35,5           | 76,7           | 2,6            | 5,7            | 1,9            | 0,1            | 10,2           |
| 1993/94                                                                                  | Нью-Йорк    | 19               | 19               | 26,3             | 43,3             | 36,5             | 63,6             | 2,1              | 5,3              | 1,3              | 0,3              | 7,5              | Не участвовал  | Не участвовал  | Не участвовал  | Не участвовал  | Не участвовал  | Не участвовал  | Не участвовал  | Не участвовал  | Не участвовал  | Не участвовал  | Не участвовал  |
| 1994/95                                                                                  | Нью-Йорк    | 3                | 0                | 15,7             | 30,8             | 60,0             | 72,7             | 3,0              | 2,7              | 1,3              | 0,0              | 6,3              | Не участвовал  | Не участвовал  | Не участвовал  | Не участвовал  | Не участвовал  | Не участвовал  | Не участвовал  | Не участвовал  | Не участвовал  | Не участвовал  | Не участвовал  |
| 1994/95                                                                                  | Сан-Антонио | 60               | 0                | 15,7             | 36,0             | 34,4             | 73,2             | 1,7              | 2,6              | 1,0              | 0,4              | 5,0              | 15             | 0              | 21,2           | 38,9           | 37,0           | 83,9           | 1,9            | 1,6            | 0,9            | 0,6            | 7,8            |
| 1995/96                                                                                  | Сан-Антонио | 78               | 0                | 15,8             | 37,2             | 34,3             | 75,0             | 1,8              | 1,6              | 0,9              | 0,3              | 4,0              | 2              | 0              | 10,0           | 33,3           | 50,0           | -              | 0,5            | 0,0            | 0,0            | 0,0            | 1,5            |
|                                                                                          | Всего       | 864              | 605              | 27,3             | 44,4             | 32,8             | 78,4             | 3,0              | 5,7              | 1,8              | 0,4              | 10,9             | 81             | 58             | 29,5           | 44,6           | 33,8           | 76,7           | 3,3            | 5,9            | 1,5            | 0,3            | 11,4           |
| Наведите курсор мыши на аббревиатуры в заголовке таблицы, чтобы прочесть их расшифровку. |             |                  |                  |                  |                  |                  |                  |                  |                  |                  |                  |                  |                |                |                |                |                |                |                |                |                |                |                |